# Przebudzenie (film 2007)
Przebudzenie – amerykański film fabularny z 2007.

## Fabuła
Film o bogatym mężczyźnie (Clay – Hayden Christensen), który w wyniku poważnej, nieuleczalnej choroby oczekuje przeszczepienia serca. W momencie operacji, mimo znieczulenia ogólnego, zachowuje świadomość. Podczas zabiegu okazuje się, że wszyscy lekarze operujący mężczyznę są zmówieni ze sobą i próbują go zabić. W grupie przestępców znajduje się przyjaciel Claya – Jack (Terrence Howard), oraz żona – Sam (Jessica Alba). Główny bohater słyszy o czym rozmawiają bliskie mu osoby, do których miał zaufanie. Clay nie może jednak nic zrobić, ponieważ jego ciało jest zupełnie uśpione. Claya leczy także doktor z innej przychodni - dr Larry Lupin, który nie jest wmieszany w intrygę.

## Obsada
- Hayden Christensen jako Clay Beresford
- Jessica Alba jako Sam
- Terrence Howard jako dr Jack Harper
- Lena Olin jako Lilith Beresford
- Christopher McDonald jako dr Larry Lupin
- Sam Robards jako Clayton Beresford Sr.
- Arliss Howard jako dr Jonathan Neyer
- Fisher Stevens jako dr Puttnam
- David Harbour jako Dracula
- Steven Hinkle jako młody Clay
- Court Young jako oficer Doherty
- Poorna Jagannathan jako pielęgniarka
- Georgina Chapman jako Penny Carver

i inni